# Пейсли, Брэд
Брэ́д Ду́глас Пе́йсли (англ. Brad Douglas Paisley, род. 28 октября 1972) — американский кантри-исполнитель и автор песен, один из самых популярных в 2006—2010 годах в своём стиле в Billboard Top 200. Обладатель трёх премий «Грэмми», четырнадцати Academy of Country Music Awards, четырнадцати Country Music Association Awards и двух American Music Awards.

## Биография
Брэд Дуглас Пейсли родился 28 октября 1972 года в городе Глен-Дейл (штат Западная Виргиния, США), в семье работника Министерства транспорта США Западной Виргинии Дугласа Эдварда Пейсли и учительницы Сандры Джин (в девичестве — Джарвис). Пейсли — единственный ребёнок в семье. Свою любовь к кантри Брэд унаследовал от дедушки по материнской линии, Уоррена Джарвиса, подарившего будущему музыканту его первую гитару в 8-летнем возрасте и научившего играть на ней в 9. В возрасте десяти лет Пейсли впервые выступил перед публикой в церкви. В 13 лет Брэд написал свою первую песню, «Born on Christmas Day». Пейсли брал уроки игры на гитаре у местного гитариста Кларенс Годдарда, с которым вскоре образовал группу под названием Brad Paisley and the C-Notes.
В 2011 году Пейсли выпустил автобиографическую книгу «Дневник музыканта» о том, как формировалась его судьба под воздействием гитарной музыки разных стилей: кантри, блюза и рок-н-ролла.

## Личная жизнь

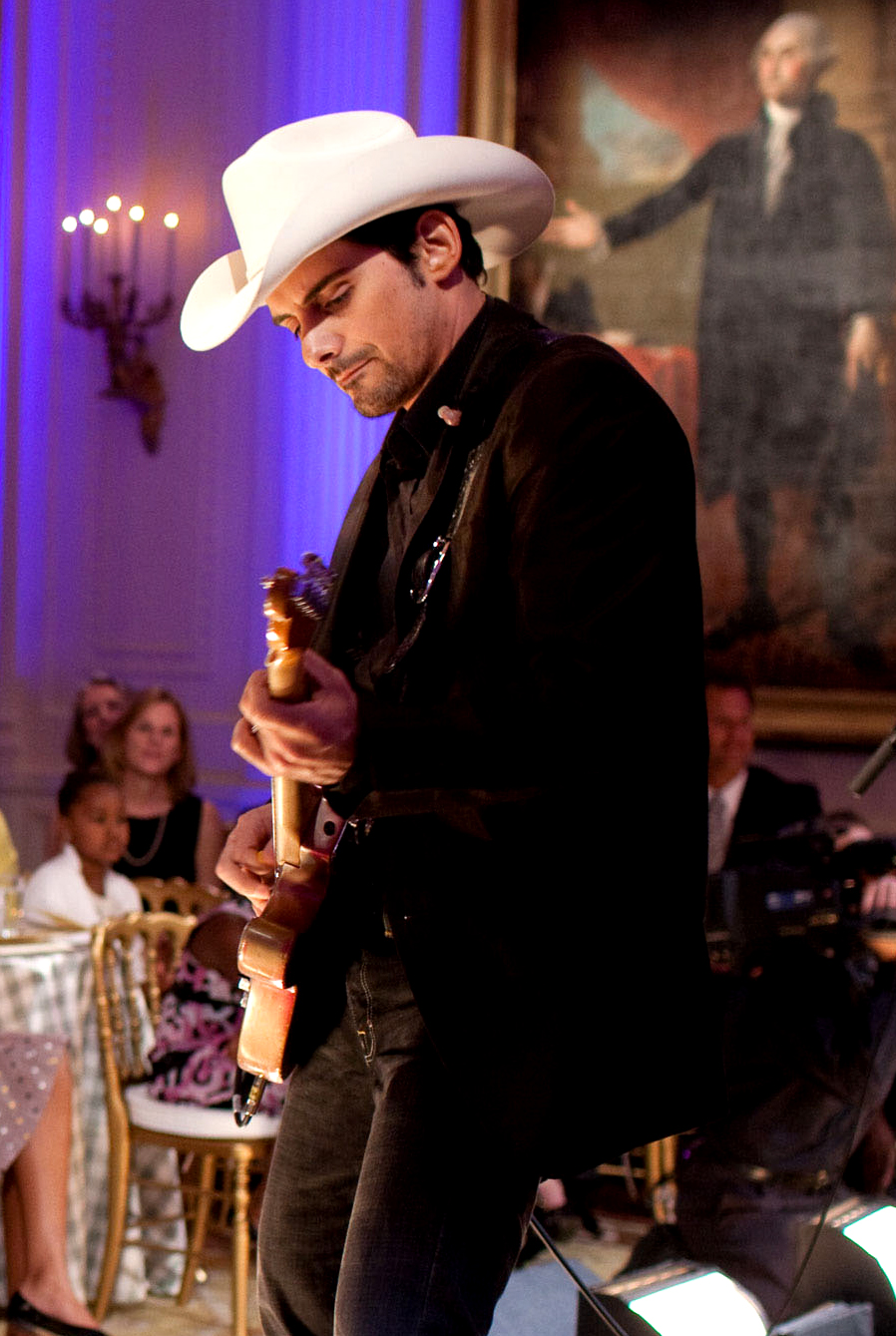
Концерт в Белом Доме перед Бараком Обамой, 21 июля 2009 года

В конце 2000 года Пейсли состоял в отношениях с кантри-исполнительнией Шели Райт.
В 2001 году Пейсли начал встречаться с актрисой Кимберли Уильямс. В 2002 году Уильямс появилась в видеоклипе музыканта на композицию «I’m Gonna Miss Her (The Fishin' Song)». Их свадьба состоялась 15 марта 2003 года после девятимесячной помолвки. У пары двое сыновей — Уильям Хаклберри Пейсли (William Huckleberry, или «Huck»; род. 22 февраля 2007) и Джаспер Уоррен Пейсли (Jasper Warren, назван в честь его прадедушки, подарившего Брэду первую гитару; род. 17 апреля 2009). Они проживают во Франклине, (штат Теннеси, США).

## Группа
Все студийные записи проходят с участием группы The Drama Kings. Состав на 2009 год:
- Brad Paisley — вокал, гитара
- Gary Hooker — гитара
- Jody Harris — гитара, мандолина
- Randle Currie — гитара
- Kendal Marcy — клавишные, банджо, мандолина
- Justin Williamson — мандолина
- Kenny Lewis — бас-гитара
- Ben Sesar — ударные

## Дискография

### Студийные альбомы
8 его альбомов (2003—2014) стали № 1 в чарте Top Country Albums журнала Billboard.
- 1999: Who Needs Pictures (№ 13)
- 2001: Part II (№ 3)
- 2003: Mud on the Tires (№ 1 в чарте Top Country Albums)
- 2005: Time Well Wasted (№ 1)
- 2006: Brad Paisley Christmas (№ 8)
- 2007: 5th Gear (№ 1)
- 2008: Play (№ 1)
- 2009: American Saturday Night (№ 1)
- 2010: Hits Alive (№ 4)
- 2011: This Is Country Music (№ 1)
- 2013: Wheelhouse (№ 1)
- 2014: Moonshine in the Trunk (№ 1)
- 2017: Love and War[5]

### Синглы
Более 25 синглов попали в Billboard, 15 из которых в 1999—2009 годах стали хитами № 1 в Hot Country Songs, с рекордными подряд 10 синглами на первом месте этого чарта в 2005—2009 гг. 10 ноября 2010 года Пейсли выиграл награду Entertainer of the Year на 44-й ежегодной церемонии CMA Awards.

## Награды

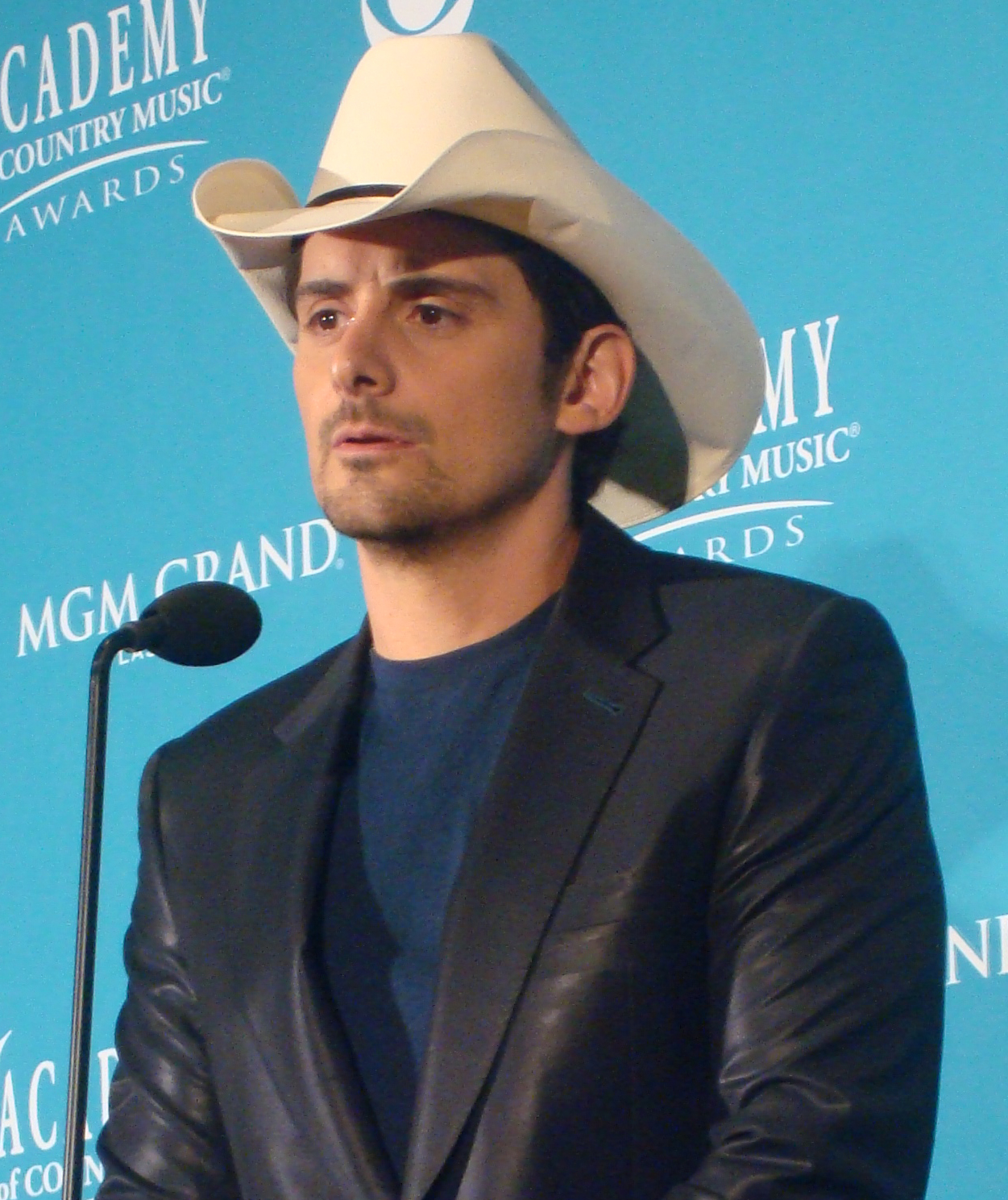
Пейсли в апреле 2010 года

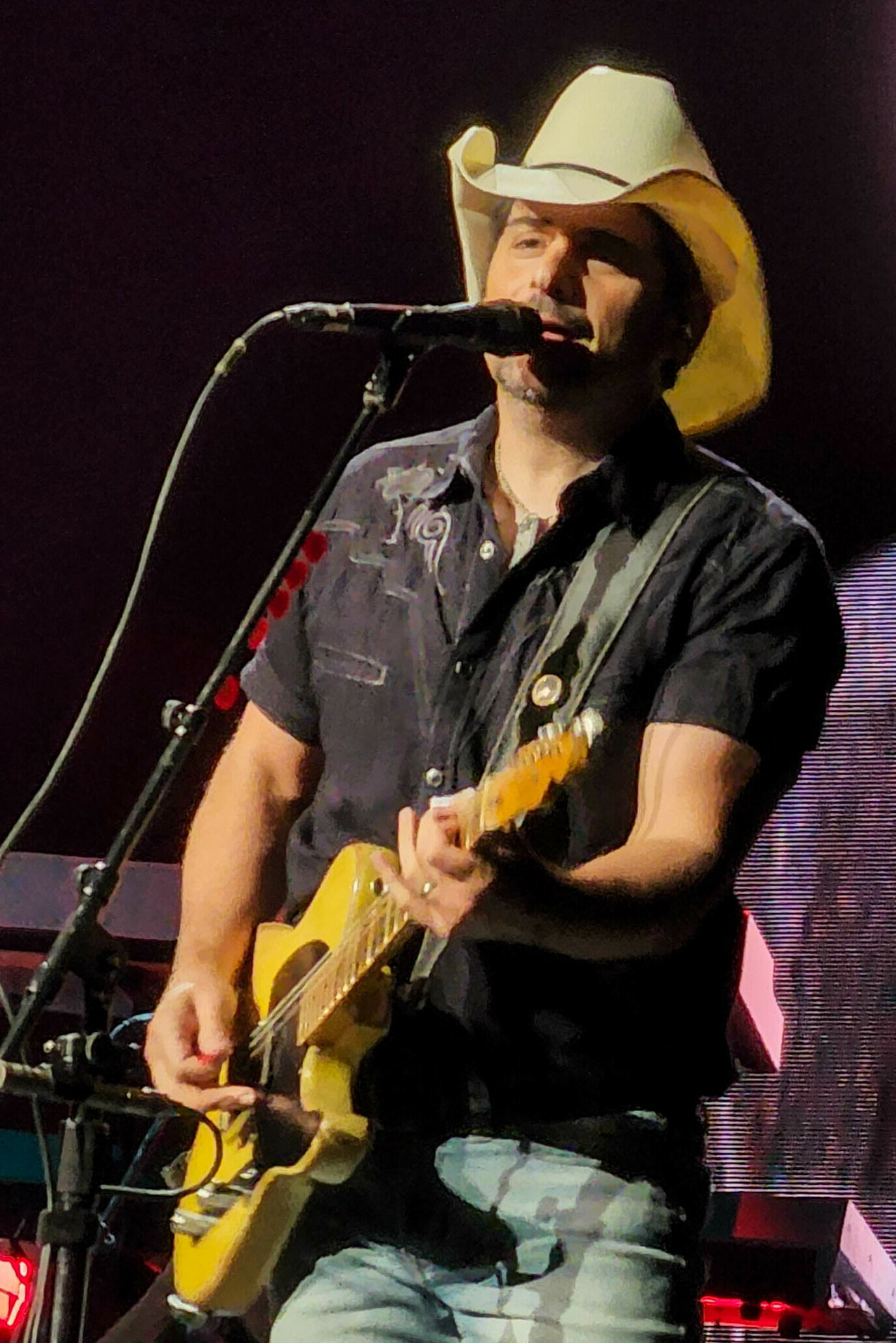
Пейсли в мае 2022 года

Брэд Пейсли выиграл следующие музыкальные награды:.
- Academy of Country Music
  - 1999 — Top New Male Vocalist of the Year
  - 2004 — Vocal Event of the Year («Whiskey Lullaby»)
  - 2004 — Video of the Year («Whiskey Lullaby»)
  - 2005 — Album of the Year («Time Well Wasted»)
  - 2005 — Vocal Event of the Year («When I Get Where I’m Going»)
  - 2005 — Video of the Year («When I Get Where I’m Going»)
  - 2007 — Top Male Vocalist of the Year
  - 2008 — Top Male Vocalist of the Year
  - 2008 — Video of the Year («Online»)
  - 2009 — Video of the Year («Waitin' on a Woman»)
  - 2009 — Vocal Event of the Year («Start a Band»)
  - 2009 — Top Male Vocalist of the Year
  - 2010 — Top Male Vocalist of the Year
  - 2010 — Top Male Vocalist of the Year
  - 2011 — Top Male Vocalist of the Year
- British Country Music Association Awards
  - 2011 — International Act of the Year
  - 2011 — International Song of the Year («The Mona Lisa»)
- Country Music Association Awards
  - 2000 — Horizon Award
  - 2001 — Vocal Event of the Year («Too Country»)
  - 2002 — Music Video of the Year («I’m Gonna Miss Her»)
  - 2004 — Musical Event of the Year («Whiskey Lullaby»)
  - 2004 — Music Video of the Year («Whiskey Lullaby»)
  - 2006 — Album of the Year (Time Well Wasted)
  - 2006 — Musical Event of the Year («When I Get Where I’m Going»)
  - 2007 — Music Video of the Year («Online» — director Jason Alexander)
  - 2007 — Male Vocalist of the Year
  - 2008 — Music Video of the Year («Waitin' on a Woman»)
  - 2008 — Male Vocalist of the Year
  - 2009 — Male Vocalist of the Year
  - 2009 — Musical Event of the Year («Start A Band» with Keith Urban)
  - 2010 — Entertainer of the Year
- Grammy Award
  - 2008 — Best Country Instrumental Performance («Throttleneck»)
  - 2009 — Best Country Instrumental Performance («Cluster Pluck»)
  - 2009 — Best Male Country Vocal Performance («Letter to Me»)
- Country Weekly Presents the TNN Music Awards
  - 2000 — The Discovery Award
  - 2000 — Song of the Year («He Didn’t Have to Be»)
  - 2000 — CMT Music Video of the Year («He Didn’t Have to Be»)
- Flameworthy Awards/CMT Music Awards
  - 2002 — Concept Video of the Year («I’m Gonna Miss Her»)
  - 2005 — Collaborative Video of the Year («Whiskey Lullaby»)
  - 2006 — Most Inspiring Video of the Year («When I Get Where I’m Going»)
  - 2008 — Comedy Video of the Year («Online»)
  - 2009 — CMT Performance of the Year («Country Boy»)
  - 2009 — Collaborative Video of the Year («Start a Band»)
  - 2009 — Male Video of the Year («Waitin' On a Woman»)
  - 2012 — Collaborative Video of the Year («Remind Me»)
- American Music Awards
  - 2008 — Favorite Country Male Artist
  - 2010 — Favorite Country Male Artist
- American Country Awards
  - 2010 — Artist of the Year — Male
  - 2011 — Artist of the Year — Male
  - 2012 — Single of the Year — Vocal Collaboration («Remind Me»)
- Orville H. Gibson Guitar Award
  - 2002 — Best Country Guitarist (Male)
- Nashville Songwriters Association International Award
  - 2002 — Songwriter/Artist of the Year
  - 2005 — Songwriter/Artist of the Year
- ASCAP Country Music Award
  - 2004 — Songwriter/Artist of the Year